# سد کوهرنگ
سد کوهرنگ، بر روی رود کوهرنگ از سرشاخه‌های اصلی رود کارون ساخته شده تا آب چشمه کوهرنگ را توسط تونل کوهرنگ به اصفهان منحرف کند. این سد در شهرستان کوهرنگ از توابع استان چهارمحال و بختیاری احداث گردیده است.
یکی از نیروگاه‌های ایران از نوع متوسط با ظرفیت تولید ۳۵٫۱ مگاوات است. این نیروگاه از نوع جریانی روزمینی شامل ۳ واحد با توربین فرانسیس عمودی است. این نیروگاه اولین نیروگاه متوسط برق‌آبی است که توسط شرکت توسعه منابع آب و نیروی ایران احداث شده است. عملیات اجرایی این نیروگاه زمینی در سال ۱۳۸۳ به پایان رسیده و از زمان بهره‌برداری در سال ۱۳۸۴ تا پایان سال ۱۳۸۷ توانسته ۲۴۲ میلیون کیلووات ساعت انرژی برق تولید کند. به وسیله این سد آب رود کارون از تونلی که ۲۸۴۱ متر طول دارد به طرف زاینده رود سرازیر می‌شود.

## تاریخچه
- قبل از ۱۳۲۰: طراحی سه تونل به منظور انتقال آب رودخانه کوهرنگ از سر شاخه‌های کارون به سرشاخه‌های زاینده رود و دشت مرکزی ایران بر اساس مطالعاتی که قبلاً انجام شده بود.
- ۱۳۲۲ تا ۱۳۲۷: احداث تونل اول رودخانه کوهرنگ بطول ۲۰۰۰ متر و دبی ۲۲ متر مکعب بر ثانیه و با انتقال آب حدود ۳۰۰ میلیون متر مکعب در سال.
- ۱۳۵۴ تا ۱۳۶۴: احداث تونل دوم رودخانه کوهرنگ بطول ۲۰۵۰ متر و دبی ۴۴ متر مکعب بر ثانیه و با انتقال آب حدود ۳۰۰ میلیون متر مکعب در سال.
- ۱۳۶۲: شروع مطالعات فاز ۱ نیروگاه کوهرنگ با پیشنهاد سازمان آب منطقه ای اصفهان و موافقت وزارت نیرو توسط شرکت مشانیر و تأیید نیروگاهی با توان حدود ۳۵ مگاوات در خروجی تونل دوم بر اساس نتایج مطالعات.
- ۱۳۶۷: آغاز مطالعات فاز ۲ توسط شرکت مشانیر و مهندسین مشاور مکانیک خاک (به دلیل مشکلات ژئوتکنیک، مهندسین مشاور مکانیک خاک از ادامه مطالعات انصراف داد).
- ۱۳۷۰: آغاز عملیات اجرایی در بخش کالورت توسط اکیپ امانی آب منطقه ای اصفهان و آغاز مطالعات و طراحی نیروگاه توسط شرکت LIF.
- ۱۳۷۷: انتقال پروژه از آب منطقه ای اصفهان به شرکت آب و نیرو.
- ۱۳۷۸: جمع‌بندی مطالعات فاز ۲ و پیشنهادهای مشاور خارجی با همکاری شرکت مهندسین مشاور مشانیر و برگزاری مناقصه ساختمان نیروگاه و کانال پایاب و انتخاب شرکت کانیو به‌عنوان پیمانکار.
- ۱۳۸۰: آغاز عملیات اجرایی پروژه توسط شرکت کانیو؛

۱۳۸۳: انجام کلیه عملیات اجرایی پروژه (به غیر از محوطه‌سازی) و افتتاح و راه‌اندازی نیروگاه در بهمن همان سال.
- آغاز بهره‌برداری در ۱۳۸۳/۱۱/۲۷.[۳]

## موقعیت
سد کوهرنگ در ۳۲ درجه و ۲۷ دقیقه عرض جغرافیایی و ۵۰ درجه و ۶ دقیقه طول جغرافیایی در استان چهارمحال بختیاری و در مجاورت چلگرد قرار دارد.

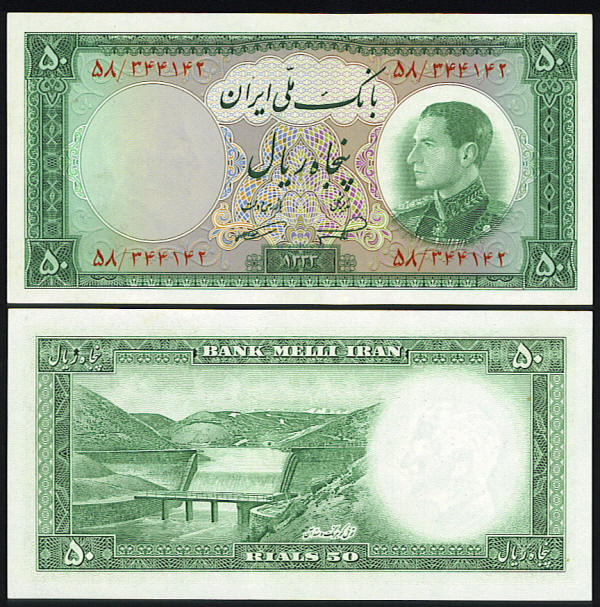
پنجاه ریالی - پشت اسکناس عنوان: تونل کوهرنگ و سد کوهرنگ

## نیروگاه
نیروگاه کوهرنگ در یکی از بلندترین نقاط کشور در ارتفاع ۲۳۰۰ متری از سطح دریا، قرار دارد. این نیروگاه در دشت چلگرد در دامنه شمالی کوه و در مسیر رودخانه‌ای تونل اول و دوم واقع شده است. تولید سالانه نیروگاه کوهرنگ برابر ۱۲۸ میلیون کیلووات‌ساعت انرژی، می‌باشد.
این نیروگاه از نوع جریانی روزمینی، با دبی ۱۶٫۷ متر مکعب بر ثانیه در هر واحد و ظرفیت نسبی ۳۵ مگاوات می‌باشد. این نیروگاه دارای توربین فرانسیس عمودی به همراه ۳ واحد ژنراتور با ولتاژ ۶٫۳ کیلوولت و دور ژنراتورهای آن ۵۰۰ دور در دقیقه می‌باشد. تعداد ترانسفورماتورهای اصلی نیروگاه کوهرنگ ۲ عدد با نسبت تبدیل ۶٫۳ به ۶۳کیلوولت است. نیروگاه کوهرنگ از نوع متوسط و دارای ظرفیت ۳۵ مگاوات می‌باشد.

## انتقال آب به اصفهان
سد کوهرنگ با هدف انتقال آب رودخانه کوهرنگ به منظور مصارف صنعتی به زاینده‌رود احداث شده است. تونل کوهرنگ، بطول ۲۰۰۰ متر و دبی ۲۲ متر مکعب در ثانیه و با انتقال آب حدود ۳۰۰ میلیون متر مکعب در سال و ساخت تونل دوم رودخانه در سالهای ۱۳۴۵ تا ۱۳۶۴ به طول ۲۰۵۰ متر و دبی ۴۴ متر مکعب بر ثانیه، احداث گردید. ساخت سد و تونل سوم کوهرنگ به منظور تأمین کمبود آب صنعت و کشاورزی استان اصفهان انجام گرفته است. تونل سوم کوهرنگ به قطر ۴/۱ متر و حداکثر دبی قابل انتقال ۴۴/۵ مترمکعب در ثانیه پس از بهره‌برداری می‌تواند سالانه ۲۵۰ میلیون مترمکعب آب را از حوضه آبریز کارون به زاینده رود منتقل کند. این تونل سومین طرح انتقال آب از سر شاخه‌های کارون به سمت اصفهان است، که به همراه ایجاد سد بزرگ مخزنی کوهرنگ، برای ذخیره و سهولت انتقال آب ساخته شده است.